# Enojärvi och Keihäsjärvi
Enojärvi och Keihäsjärvi är en sjö i kommunerna Gustav Adolfs och Sysmä i landskapet Päijänne-Tavastland i Finland. Sjön ligger 85,2 meter över havet. Arean är 3,8 kvadratkilometer och strandlinjen är 21,8 kilometer lång. Sjön  ingår i Kymmene älvs huvudavrinningsområde.   Den ligger omkring 54 km norr om Lahtis och omkring 150 km norr om Helsingfors. 
I sjön finns några små öar de största är Vuohisaaret i Enojärvi (2,3 hektar) och Luhtasaari (0,3 hektar) i Keihäsjärvi. 
Enovesi och Enojärvi ligger sydöst om Joutsjärvi. 